# Les quatre martyrs de Terre sainte
Les quatre martyrs de Terre sainte sont des prêtres franciscains : Nicolas Tavelić, Déodat Aribert de Rodez (de), Pierre de Narbonne et Étienne de Cuneo (it) qui témoignèrent de leur foi devant le cadi de Jérusalem, le 13 novembre 1391, l'exhortant à la conversion. Celui-ci les fit emprisonner, torturer et brûler vifs. Ils sont les premiers franciscains martyrs de la Custodie de Terre sainte. 
Ils furent béatifiés en 1889 par Léon XIII
et canonisés le 21 juin 1970 par Paul VI. Ils sont fêtés le 14 novembre.